# Lin Yao Ji
Lin Yao Ji (* 1937 in Guangzhou; † 16. März 2009 in Peking) war ein chinesischer Geiger und Hochschullehrer am Zentralen Musikkonservatorium in Peking.

## Leben
Lin Yao Ji bekam mit 13 Jahren seine ersten Anleitungen zum Geigenspiel bei Musiklehrern in Guangzhou. Danach nahm er ein Studium am Zentralen Musikkonservatorium Peking auf und wechselte 1960 zum selben Zweck an das Moskauer Musikkonservatorium zu Juri Issajewitsch Jankelewitsch. Nach der Vollendung seines Studiums in Moskau kehrte er 1962 an das Musikkonservatorium in Peking zurück, um von da an als Hochschullehrer selbst Geigenunterricht zu geben. Als Folge der Kulturrevolution 1970 musste er zwei Jahre in einem Umerziehungslager verbringen. Nach der Neugründung des Musikkonservatoriums in Peking in der Mitte der 1970er Jahre nahm er seine Lehrtätigkeit wieder auf. Viele Studenten, die durch Lins Schule gegangen sind, errangen in ihren späteren Karrieren hohe Preise und wurden erfolgreiche Solisten oder Konzertgeiger in berühmten Orchestern. Professor Lin wirkte oft selbst als Preisrichter an prestigeträchtigen internationalen Violinwettbewerben und war zudem Mitglied der Politischen Konsultativkonferenz des chinesischen Volkes. Er ist Namensgeber der Lin Yao Ji Music Foundation of China.